# Castello di Edzell

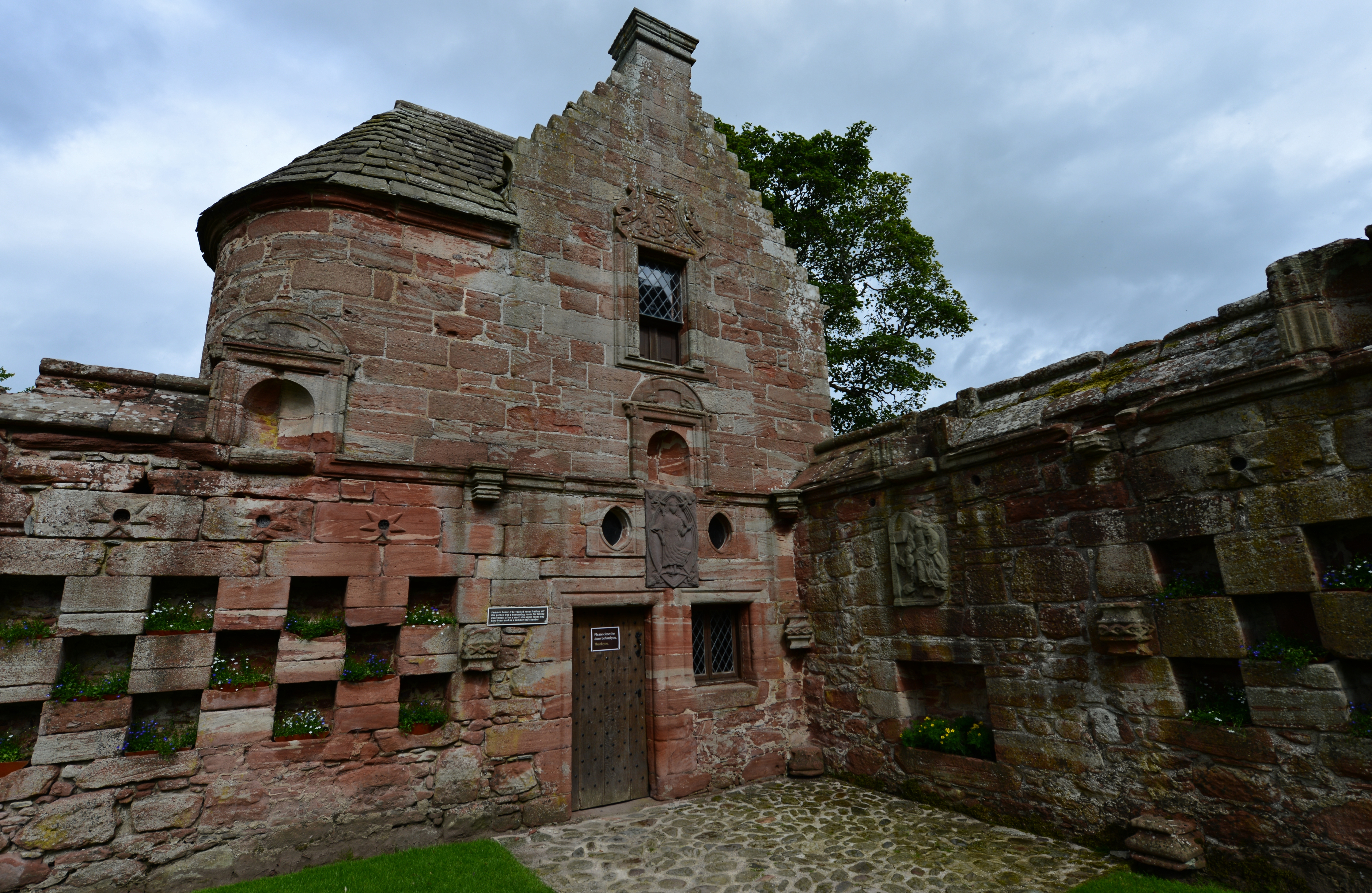
Mura del castello

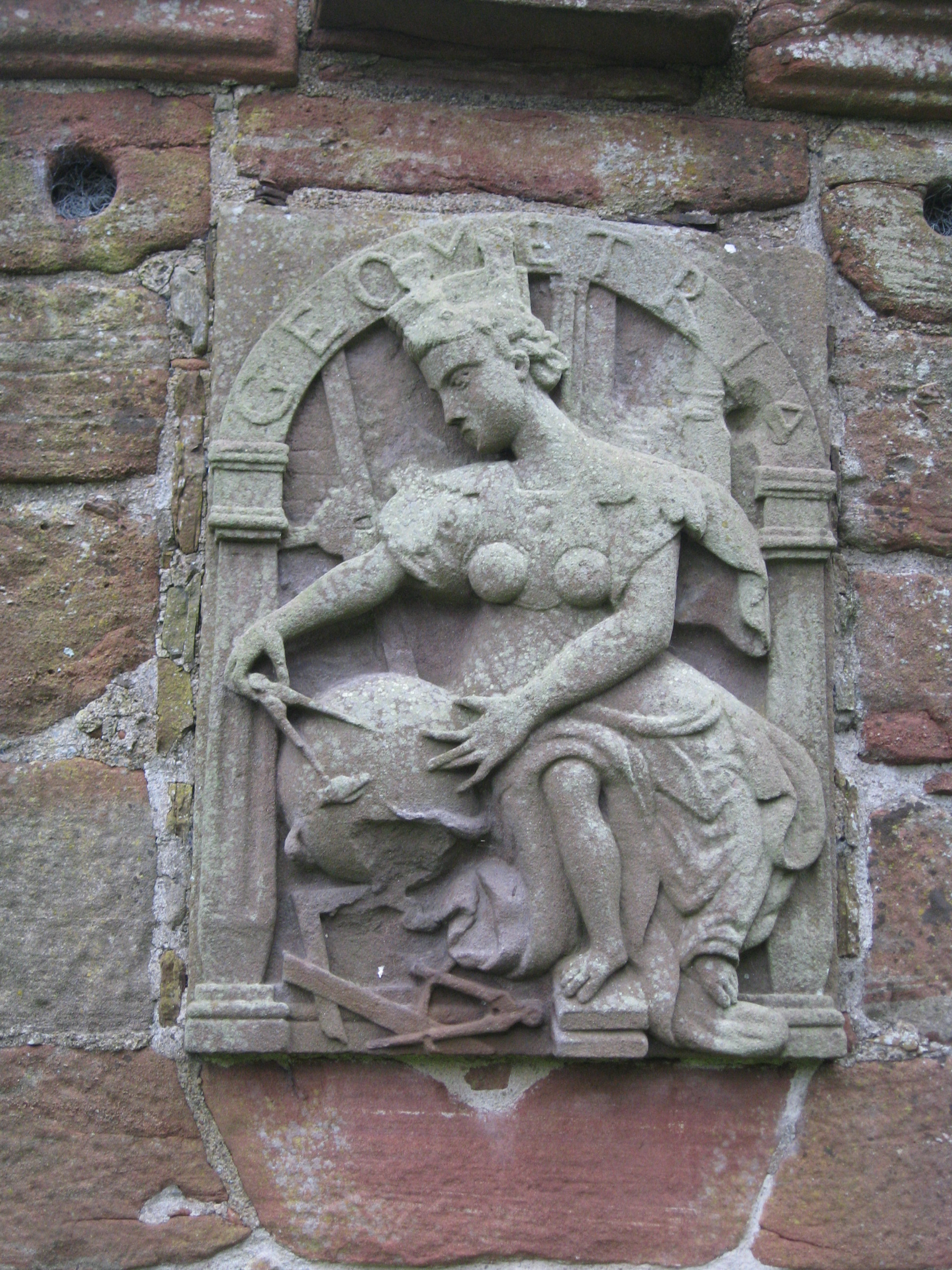
Scultura nei giardini del castello

Il castello di Edzell (in inglese: Edzell Castle) è un castello in rovina del villaggio scozzese di Edzell (dintorni di Brechin), nell'Angus (Scozia nord-orientale), costruito tra gli inizi e la fine del XVI secolo per volere della famiglia Lindsay.
L'edificio è ora posto sotto la tutela dello Historic Environment Scotland.

## Storia
Si hanno notizie di un castello in loco, realizzato in legno su una collina dalla famiglia Abbott, sin dagli inizi del XII secolo. Il castello divenne in seguito di proprietà della famiglia Stirling ed era noto nel corso del Medioevo come Stirling Castle.
Nel 1358, la proprietà passò alla famiglia Lindsay, in seguito ad un matrimonio di un membro di questa famiglia con un membro della famiglia Stirling.
In seguito, i Lindsay, che agli inizi del XV secolo erano diventati signori di Crawford, alla metà del XVI secolo, abbandonarono il castello e, nel 1553, David Lindsay, I conte di Crawford fece costruire un nuovo castello in pietra.
Nella notte tra il 23 e il 24 agosto 1562, il nuovo castello ospitò la regina Maria, nel corso della sua campagna contro il conte di Huntly, e il giorno successivo ospitò un'assemblea del Privy Council. Anche il figlio della regina Maria, Giacomo VI, visitò il castello, segnatamente nel giugno 1580 e nell'agosto 1589.
Nel frattempo, sempre negli anni ottanta del XVI secolo, il castello venne ampliate con l'aggiunta nell'ala settentrionale di torri circolari. Inoltre, nel 1604, David Lindsay fece costruire attorno al castello dei giardini in stile classicheggiante: l'opera fu completata solo dopo il 1610, anno della morte del conte.
In seguito, negli anni cinquanta del XVII secolo, nel corso della guerra civile inglese, il castello di Edzell fu occupato dalle truppe di Sir Oliver Cromwell.
Nel 1715, i Lindsay, oberati dai debiti, furono costretti a cedere il castello di Edzell ai conti di Panmure.
Trent'anni dopo, nel corso della seconda insurrezione giacobita, il castello fu occupato dalle truppe governative.
Nel 1932, i giardini del castello, che nel frattempo era divenuto di proprietà della famiglia Dalhousie, furono posti sotto la tutela dello Stato, che, tre anni dopo, mise sotto la propria tutela anche l'edificio principale.

## Architettura

### Esterni
La torre principale è a forma di "L".
I giardini che circondano il castello sono decorati con sculture che raffigurano divinità, i sette peccati capitali, le virtù cardinali. ecc.
Nei giardini, si possono inoltre leggere i due motti della famiglia Lindsey, ovvero Dom spiro spero ("Mentre respiro, spero") e Endure Forte ("Grande resistenza").